# Kinderziekenhuis 24/7
Kinderziekenhuis 24/7 is een Vlaamse documentairereeks over het werk van het Kinderziekenhuis Prinses Elisabeth van het UZ Gent.
Het Kinderziekenhuis telt 79 bedden en neemt jaarlijks ongeveer 3.000 kinderen op. Ook vinden er jaarlijks ongeveer 8.500 dagopnames en 40.000 consultaties plaats. Het Kinderziekenhuis huist sinds 2011 in een nieuw gebouw met een oppervlakte van ongeveer 15.000 m².
De reeks wordt geproduceerd door 100.000Volts.TV en is, naast Politie 24/7, een spin-off van de door hetzelfde productiehuis gemaakte reeks Spoed 24/7. De opnames voor de reeks startten in mei 2017 en duurden acht weken lang. Er werd gefilmd met vaste en mobiele camera's. Er werd ook door de in het Kinderziekenhuis opgenomen kinderen zelf gefilmd met de mobiele camera's. De reeks werd in 2018 uitgezonden op televisiezender Eén. Eind 2020 werd het tweede seizoen uitgezonden.
Het derde seizoen speelt zich af in het universitaire ziekenhuis van Leuven en kwam in september 2023 op het scherm.